# 권오경
권오경(영어: R. O. Kwon)은 미국의 작가이다. 2018년 극단주의 기독교 숭배에 연루된 여성에 대한 소설인 《인센디어리스》을 통해 데뷔했으며, 《뉴욕타임스》로부터 '주목해야 할 작가 4인' 중 한 명으로 선정되었다.